# Liste von Vulkanen in Spanien
Dies ist eine Liste von Vulkanen in Spanien, die während des Quartärs mindestens einmal aktiv waren.
| Bild | Name            | Insel         | Autonome Gemeinschaft | Vulkantyp      | Letzte Eruption    | Höhe   | Geo- koordinaten              |
| ---- | --------------- | ------------- | --------------------- | -------------- | ------------------ | ------ | ----------------------------- |
|      | Calatrava       | Festland      | Kastilien-La Mancha   | Vulkanfeld     | −3600 ± 500 Jahre  | 1117 m | 38° 52′ 00″ N, 004° 01′ 00″ W |
|      | Garrotxa (Olot) | Festland      | Katalonien            | Vulkanfeld     | −11500 ± 500 Jahre | 893 m  | 42° 10′ 00″ N, 002° 32′ 00″ O |
|      | Cumbre Vieja    | La Palma      | Kanarische Inseln     | Schichtvulkane | 2021               | 1949 m | 28° 34′ 00″ N, 017° 50′ 00″ W |
|      |                 | Fuerteventura | Kanarische Inseln     | Vulkanfeld     | unbekannt          | 529 m  | 28° 21′ 30″ N, 014° 01′ 00″ W |
|      |                 | Gran Canaria  | Kanarische Inseln     | Schildvulkan   | −20 ± 75 Jahre     | 1949 m | 28° 00′ 00″ N, 015° 35′ 00″ W |
|      |                 | El Hierro     | Kanarische Inseln     | Schildvulkan   | 2011               | 1500 m | 27° 44′ 00″ N, 018° 02′ 00″ W |
|      |                 | Lanzarote     | Kanarische Inseln     | Vulkanfeld     | 1824               | 670 m  | 29° 02′ 00″ N, 013° 38′ 00″ W |
|      | Teide           | Teneriffa     | Kanarische Inseln     | Schichtvulkan  | 1909               | 3715 m | 28° 16′ 17″ N, 016° 38′ 27″ W |